# 斯沃茨冰原島峰
78°39′S 160°0′E / 78.650°S 160.000°E
斯沃茨冰原島峰（英語：Swartz Nunataks），是南極洲的冰原島峰，位於希拉里海岸，處於沃斯特山脈北部和塔特峰之間，海拔高度1,565米，現時由南極條約體系管理。